# Nationalmuseet för Ukrainas historia
Nationalmuseet för Ukrainas historia är ett nationalmuseum i Kiev. Museet, som grundades år 1899, visar Ukrainas historia från forntid till nutid. Museet har omkring 800 000 föremål i sina samlingar och är beläget i Kievs gamla stad.

## Samlingarna

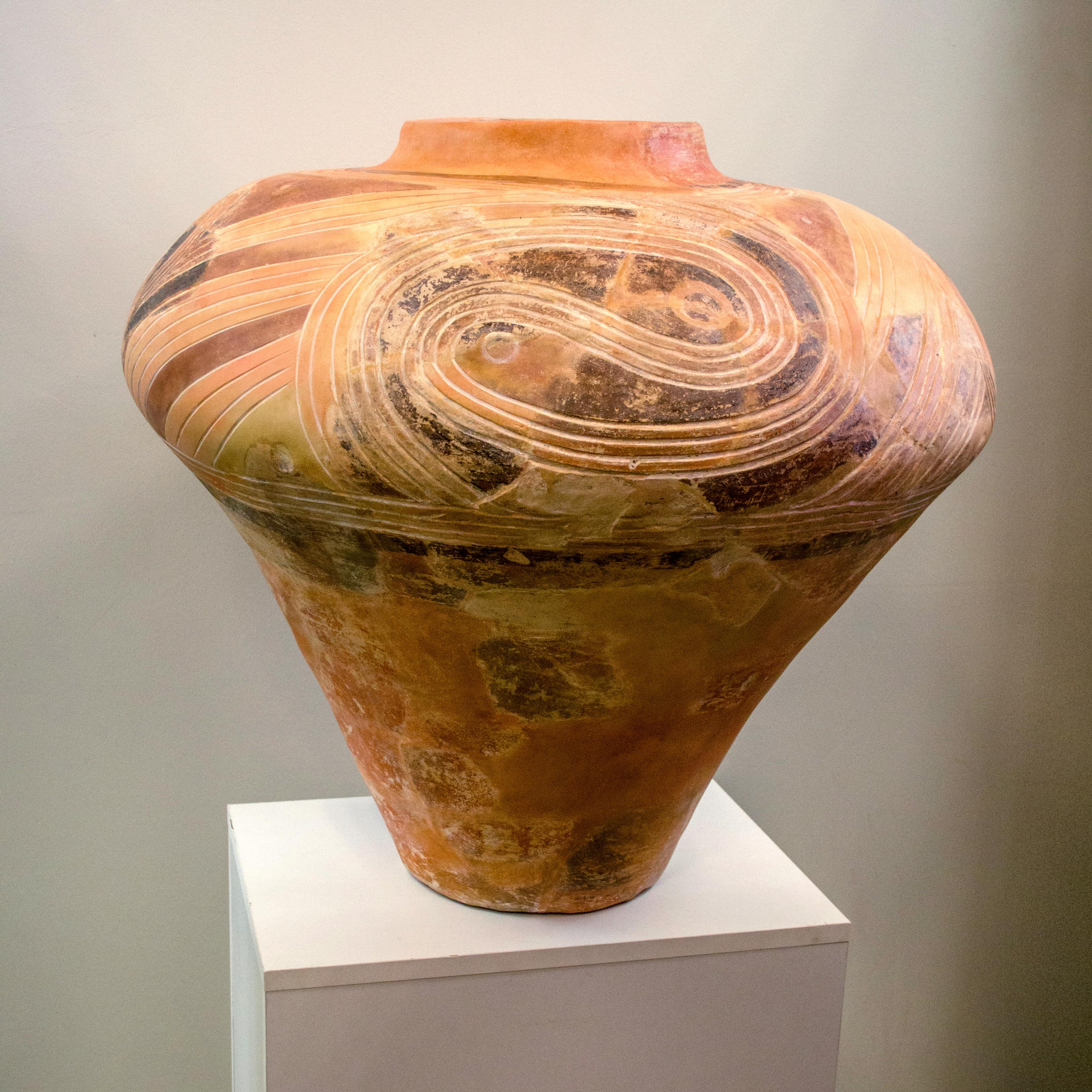
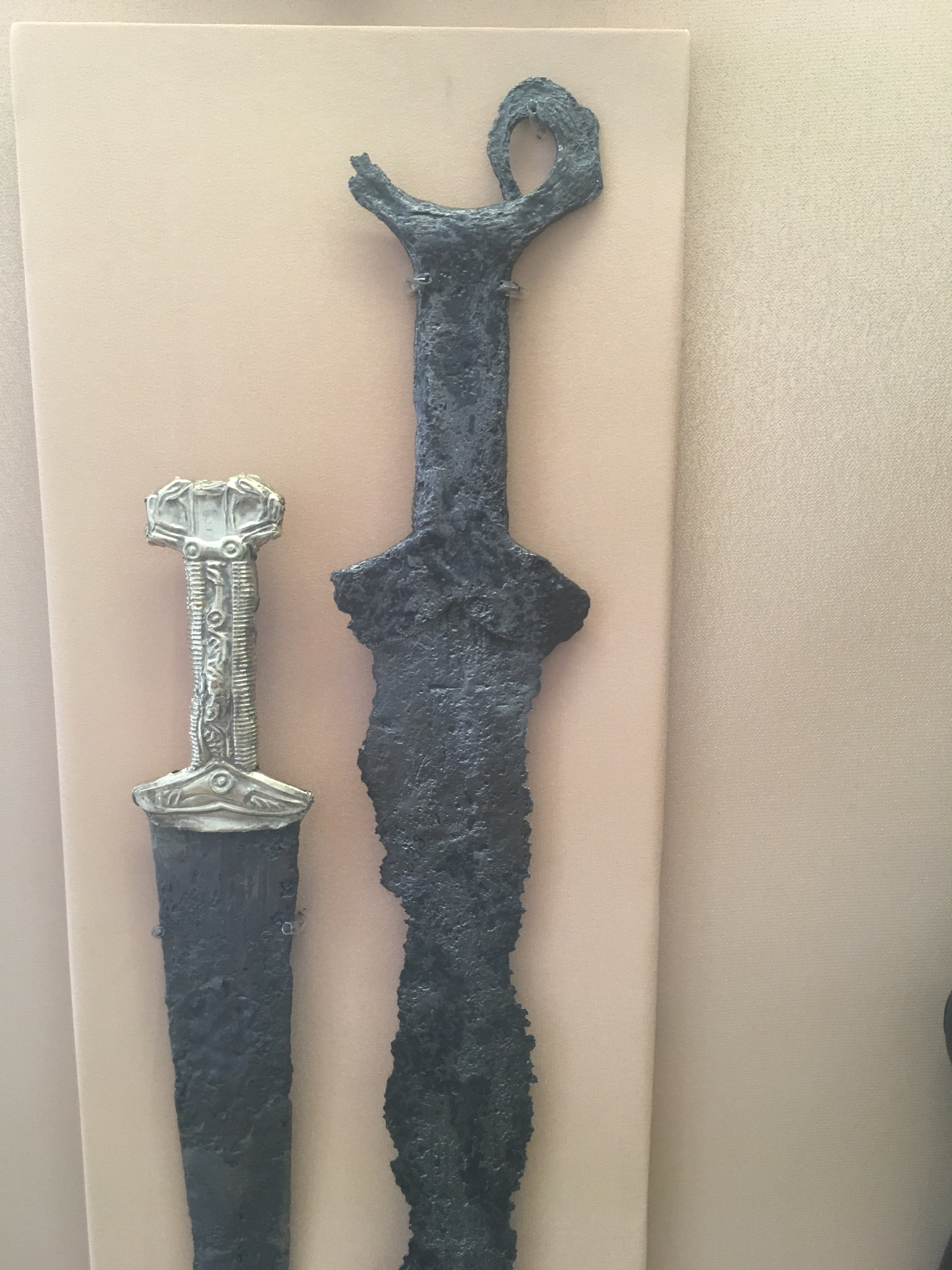
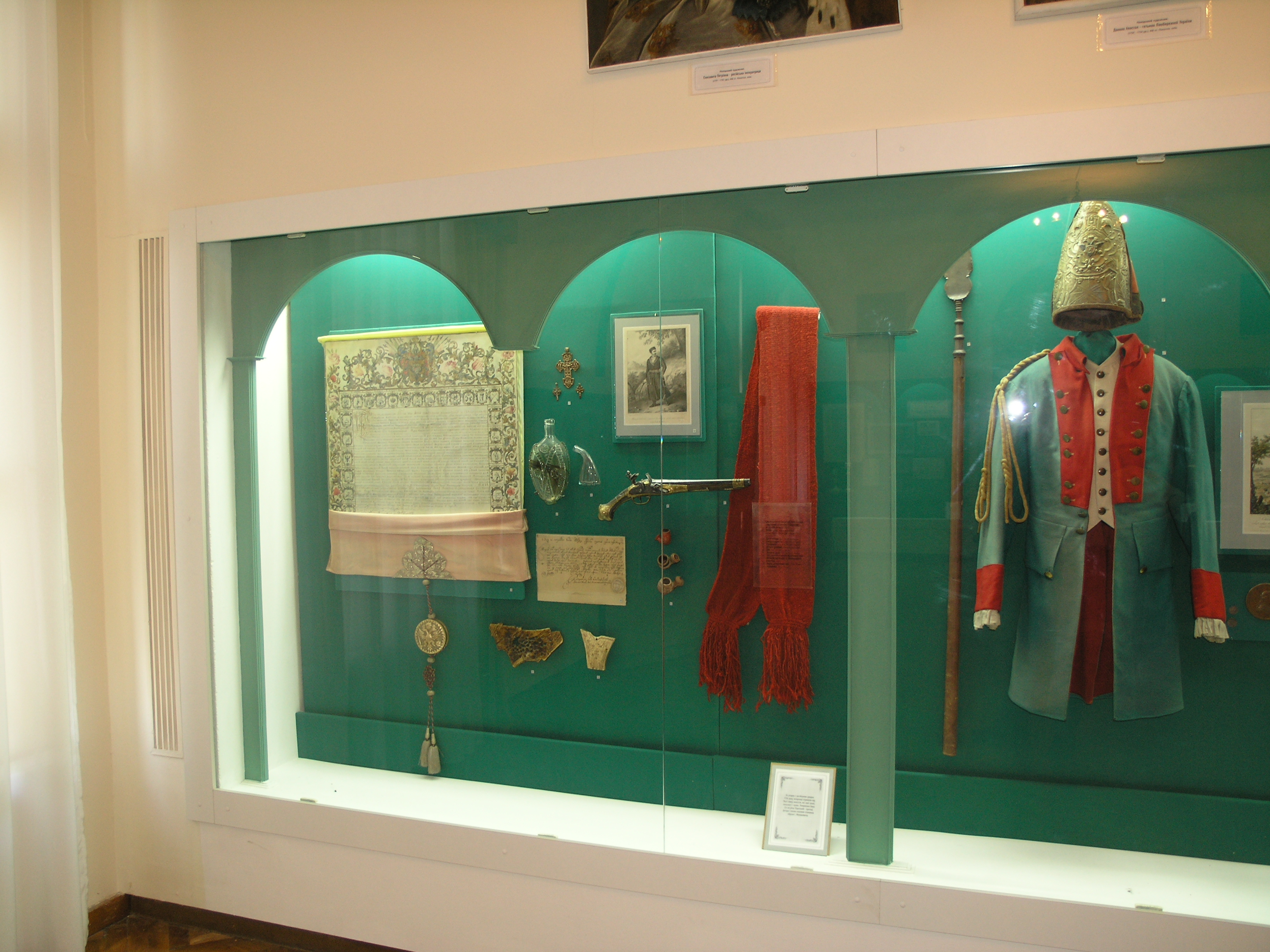
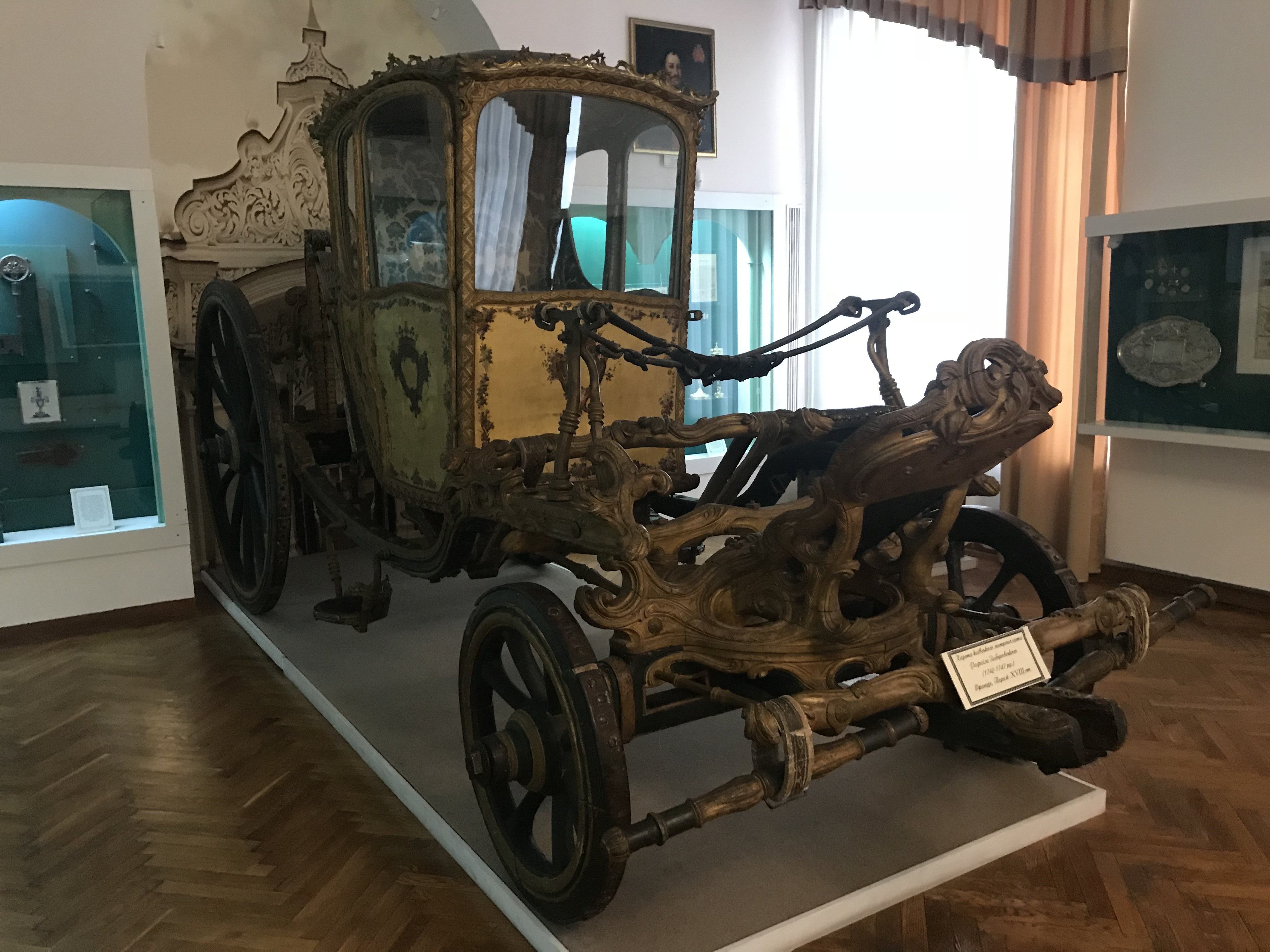

## Historia och samlingar
Nationalmuseet för Ukrainas historia har sitt ursprung i Kievs stadsmuseum för antikviteter och konst, som grundades år 1899. Det har genom åren bytt namn flera gånger och fick sitt nuvarande namn år 1991, då det fick status som nationalmuseum. Museet är beläget i Kievs gamla stad i närheten av Tiondekyrkan.
Samlingarna omfattar omkring 800 000 föremål inom arkeologi, etnografi, numismatiska föremål, målningar, skulpturer och gamla manuskript, av vilka många är unika. Museet har en del benämnd Museet över Ukrainas historiska skatter, vars samlingar omfattar unika juveler och föremål gjorda av ädla metaller och stenar.